# はやかけん

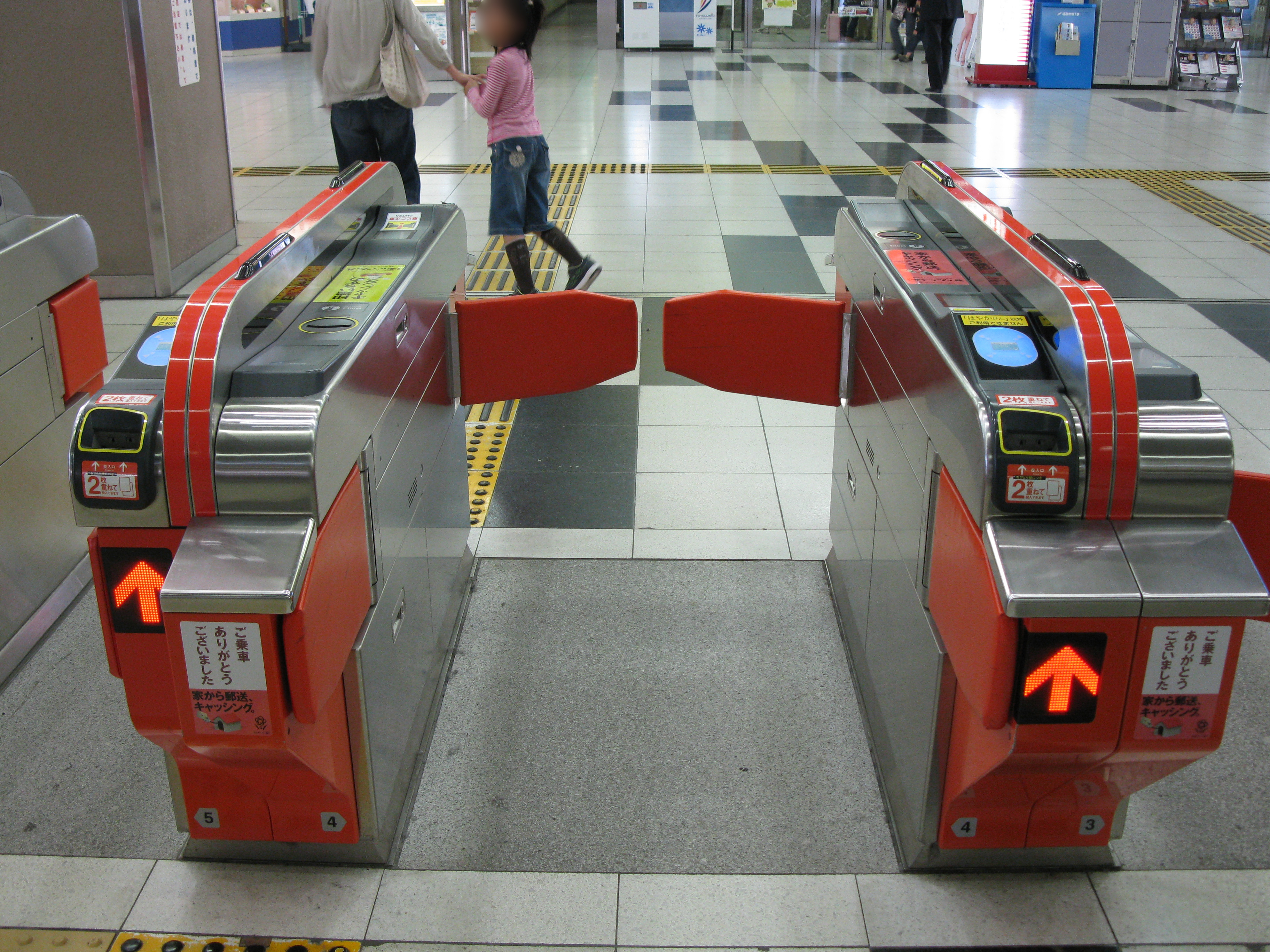
はやかけんが使える自動改札機
（姪浜駅）

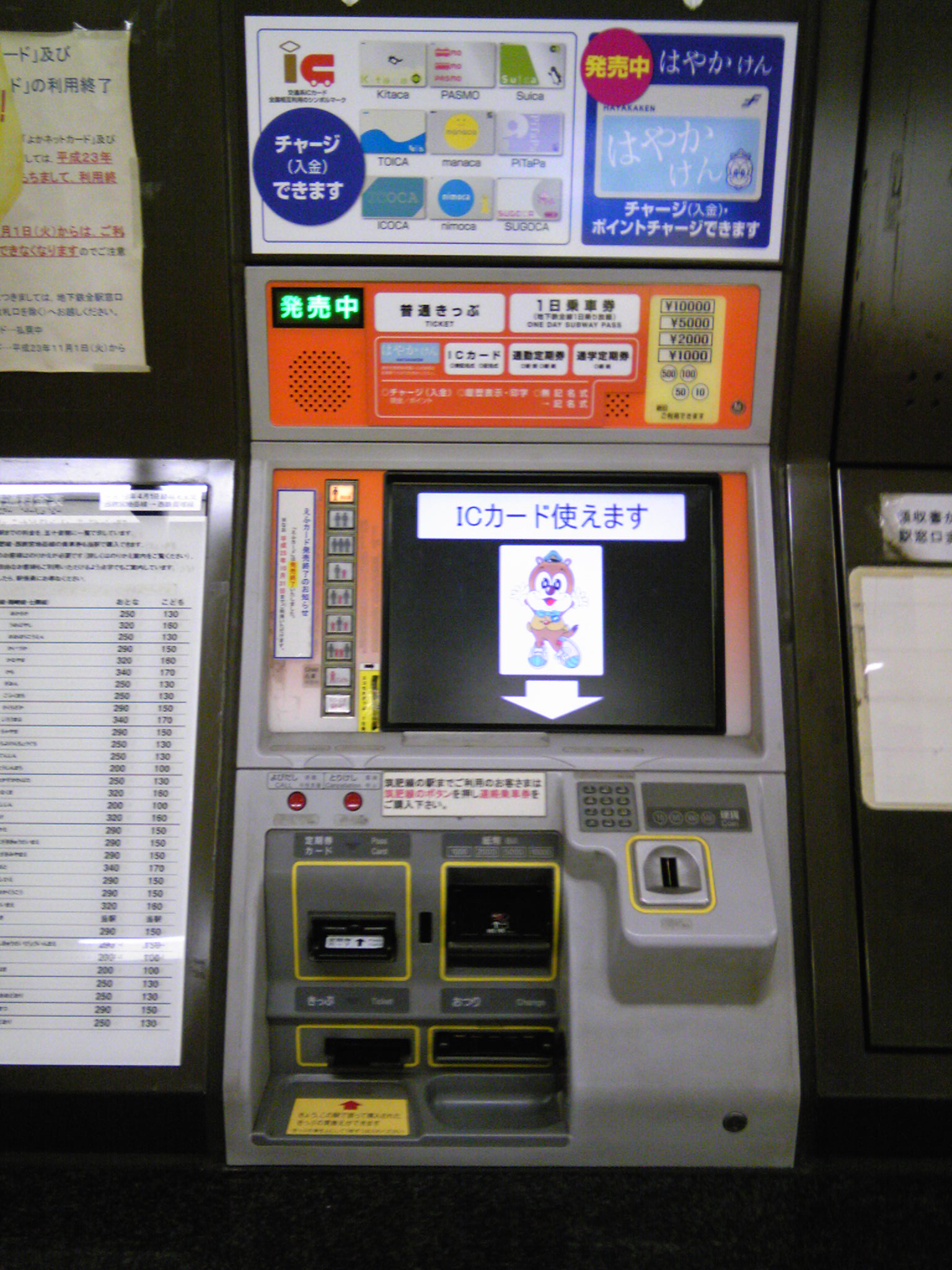
はやかけん対応の自動券売機
（藤崎駅）

はやかけんは、福岡市交通局（福岡市地下鉄）が2009年（平成21年）3月7日から導入したサイバネ規格のICカード乗車券である。福岡市の登録商標（第5175032号ほか）である。
2017年（平成29年）9月1日に発行枚数が100万枚を突破した。

## 概要

「タッチ&ゴー」の動き

地下鉄での利用、将来的に他IC乗車券との相互利用を開始すると同時に導入する電子マネー機能など、は=速くて や=優しくて（環境や人に） か=快適な けん=券（カード） であることを、「速いから」という意味の博多弁「速かけん」にかけた名称であると発表している。全国相互利用サービス対応の交通系ICカード乗車券としては唯一ひらがな表記となっている。
「はやかけん」自体のキャラクターは特になく、カードには「はやかけん」の文字とともに、福岡市地下鉄のキャラクター「ちかまる」のイラストがデザインされている。
カードの裏面の右下に記載の番号は「FC」で始まる17桁の英数字であるが、この「FC」は福岡市営地下鉄のアルファベット表記「Fukuoka Chikatetsu（Citysubway）」の頭文字を採ったものである。
オートチャージは、実施していない。

## 沿革
- 2009年（平成21年）3月7日 ‐ 使用開始[3]。
- 2009年12月16日 - ANAはやかけんの発行を開始。
- 2010年3月13日 ‐ SUGOCA・nimoca・Suicaとの相互利用、JR九州・西鉄各駅との連絡定期券の取扱い、電子マネーの取扱いを開始。
- 2013年3月23日 - Kitaca・PASMO・TOICA・manaca・ICOCA・PiTaPaとの相互利用を開始（一部対象外の事業者あり。電子マネーはPiTaPaを除く）。
- 2015年12月15日 - 福岡市営渡船に電子マネー扱いとして導入[4]。
- 2017年4月1日 - 市民に限っていた精神障害者割引を手帳所持者（市外）にも導入。割引はやかけんを市外の障害者にも発行[5]。

## 導入エリア
乗車カードとしての利用可能範囲は福岡市交通局の全線全駅。
はやかけんを使用してJR九州筑肥線（姪浜～西唐津）・西鉄貝塚線（貝塚～西鉄新宮）との連絡乗車券を購入することができる。
また、JR九州、西鉄との連絡定期券の搭載が可能。

## 種類
無記名式（大人用カードのみ）・記名式の2種類あり、記名式には定期券機能も付加できるようになっている。
記名式及び定期券には小児用・割引用（障がい者本人用・介護者用・福祉割引証）もある。なお、割引用の場合、はやかけんエリア以外でのSF利用はできない（筑肥線など福岡地下鉄外に乗り越す場合やJR線や西鉄線の乗車時にあらかじめ券売機で乗車券を購入するか、西鉄バスなどバス路線や筑豊電気鉄道など路面電車の下車時に乗務員に療育手帳など障がい者手帳の確認をしなければならない）。また、割引用連絡定期券は発行できない。
このほか、ANAが発行する、ANAマイレージクラブ会員を対象にした「ANAはやかけん」を2009年12月16日から発行しており、マイルからはやかけんポイントへの交換が可能となっている。
はやかけんは一部を除いて記念カードも定期券や記名式カードにすることができる。
カード発行時には、デポジットとして、500円が必要となる。カードを返却するときにデポジットは返却される（記名式の場合は、公的証明書が必要）。カードに残高が残っている場合は、最大220円の手数料が発生する。

## 電子マネー
2010年3月13日の交通系ICカード4種間の相互利用開始にあわせ電子マネーとしての利用を開始した。はやかけんが主導的に導入されている施設は福岡市地下鉄各駅の周辺及び福岡市の公共施設関連が中心であるが、相互利用により多くの施設等で利用可能。
はやかけんとして電子マネーが導入されている施設は以下の通り。【 】内は導入日。
- パーク24 - 姪浜駅周辺にある4箇所と西新駅・千代県庁口駅・馬出九大病院前駅・箱崎九大前駅・橋本駅・野芥駅・梅林駅・桜坂駅近隣の各1箇所におけるパーク&ライド優待サービス【2010年1月29日[7]、2011年2月26日追加導入[8]】
- 唐人町商店街 - 商店街の独自ポイント「すいとうポイント」が付与される【2010年3月25日[9]】
- 福岡市各区役所市民課・西部出張所・入部出張所・情報プラザ（住民票・印鑑登録証明書などの交付手数料の支払い）【2010年5月25日】[10]
- 福岡市各区役所課税課・財政局法人納税課（税務関係証明の交付手数料の支払い）【2010年5月25日】[10]
- 福岡市各区体育館【2010年5月25日】[10]
- 福岡市各区市民プール【2010年5月25日】[10]
- 福岡市民体育館【2010年5月25日】[10]
- ももち体育館【2010年5月25日】[10]
- 福岡市九電記念体育館【2010年5月25日】[10]
- 今宿野外活動センター【2010年5月25日】[10]
- 福岡市美術館【2010年5月25日】[10]
- 福岡アジア美術館【2010年5月25日】[10]
- 福岡市博物館【2010年5月25日】[10]
- 博多町家ふるさと館【2010年5月25日】[10]
- 福岡市営渡船【2015年12月15日】[4]

## ポイント
はやかけんにはポイント機能がついている。SUGOCAのポイントサービスのように乗車ごとにポイントが累算されるのではなく、1ヶ月単位の地下鉄乗車料金の金額によってポイントがたまる仕組みとなっている。
ポイントの計算方法は毎月1日から月末までの間の地下鉄乗車料金の合計（100円未満切り捨て）で算出し、合計料金ごとに以下の基本ポイントとボーナスポイントが付与される。付与されるのは翌月の10日。
- 基本ポイント - 一律に「1か月間の地下鉄乗車料金額×2％」分のポイントを付与する。
  - 1か月間の地下鉄乗車料金額が12,000円を超えたときは、12,000円分のポイント（240ポイント）を上限とする。
- ひと駅ポイント - 隣接する2駅間を利用した時に100ポイント（小児は50ポイント）付与する。従来の「おとなりきっぷ」に代わり2016年10月1日より導入。
- ボーナスポイント - 1か月間の地下鉄乗車料金額に応じて以下のポイントを追加して付与する。
  - 1,000円以上3,000円未満 - 50ポイント
  - 3,000円以上5,000円未満 - 200ポイント
  - 5,000円以上8,000円未満 - 350ポイント
  - 8,000円以上10,000円未満 - 600ポイント
  - 10,000円以上 - 800ポイント

以上から、ポイント付与率が最も高くなるのは1ヶ月で12,000円分利用した時の1,040ポイントである。これは8.6％分となり、従来の磁気式SFカード「えふカード」のプレミアム分に比べて低率となっている。2013年1月1日にボーナスポイント加算が改定された。2021年12月1日に基本ポイントとボーナスポイントが廃止され、ひと駅ポイントも改定された。
ポイントの積算は、はやかけんを用いて福岡市地下鉄の改札機で入出場した場合に限られ、券売機での乗車券の購入や電子マネーとしての利用、他社線での利用はポイントの対象外となる。また、駅窓口での精算処理もポイントの対象外となることがある。
ただし、福岡市地下鉄とJR唐津線・筑肥線をはやかけんで直接利用した場合は、「ポイントアップサービス」として、JRの乗車区間にかかわらず1乗車あたり10ポイントが付与される（SUGOCAでも同様のサービスあり）
たまったポイントは、1ポイント1円換算でSF（ストアードフェア）として使うことができる。ポイントの交換（ポイントチャージ）ははやかけん対応券売機もしくは定期券売り場窓口で行える。交換時はポイント残高をすべてSFに一括交換するのみで、ポイントの一部のみを交換することは出来ない。

## 相互利用・片利用

相互利用関係（クリックで拡大）

相互利用
交通系ICカード全国相互利用サービスに参加している以下のカードとの相互利用を実施している（当該カードのエリアではやかけんを利用でき、はやかけんのエリアで当該カードを利用できる）。
- Kitaca - JR北海道
- Suica - JR東日本・伊豆急行・東京モノレールほか
- PASMO - 首都圏の私鉄・バス事業者
- TOICA - JR東海・愛知環状鉄道
- manaca - 名古屋市交通局・名古屋鉄道ほか
- ICOCA - JR西日本・JR四国ほか
- PiTaPa - 主に近畿圏の私鉄・バス事業者（電子マネーは対象外）
- SUGOCA - JR九州・北九州モノレール
- nimoca - 西日本鉄道グループ各社ほか

片利用
以下は片利用となるカードである（当該カードのエリアではやかけんを利用できるが、はやかけんのエリアで当該カードを利用できない）。
- SAPICA - 札幌市交通局ほか（電子マネーは対象外）
- icsca - 仙台市交通局・宮城交通
- りゅーと - 新潟交通
- hanica - 阪急バス・阪神バス・尼崎交通事業振興
- IruCa - 高松琴平電気鉄道ほか（電子マネーは対象外）
- エヌタスTカード - 長崎自動車・さいかい交通

上記の相互利用の各カードを導入していても、PASMOエリアの関東鉄道（鉄道のみ）・千葉都市モノレールは全国相互利用サービスに非対応のため、はやかけんが使用できない。またJR東日本の列車のグリーン車に導入されているグリーン車Suicaシステムや、西鉄バスの乗り継ぎ割引などのように、はやかけんで利用できないサービスもある。
相互利用の対象は、PiTaPaはストアードフェア機能のみ、それ以外のカードはストアードフェア機能と電子マネー機能に限られ、ポイントシステムは対象に含まれていない。
特割用ICカードは相互利用の対象外となっており、割引用はやかけんは相互利用エリアでは使用できないほか、割引用manaca、障がい者用nimocaははやかけんエリアでは使用できない。

## はやかけんによる新幹線IC乗継サービス
東海道・山陽新幹線のエクスプレス予約による、新幹線 - JR在来線の直接乗換口での「IC乗継サービス」は、SUGOCAエリアの小倉 - 熊本間と川内 - 鹿児島中央間、およびSuicaエリアの首都圏（東京 - 熱海間）、TOICAエリアの東海地区（熱海 - 米原間）、ICOCAエリアの関西・山陽地区（米原 - 新下関間）と東北・上越・北陸・北海道・山形・秋田新幹線の内、Suica首都圏エリア（東京 - 那須塩原・高崎・長野間）、仙台エリア（郡山 - 一ノ関・山形間）、新潟エリア（長岡 - 新潟間）、盛岡エリア（北上-盛岡間）、秋田エリア（秋田駅のみ）、青森エリア（新青森駅のみ）、函館Kitacaエリア(新函館北斗駅のみ)、ICOCAの北陸地区（富山-敦賀間）各在来線連絡駅で利用可能である。ただし各種IC乗車カードは、いずれも原則として会社間、および同一カードの個別のエリア間を跨ぐ利用はできないため、状況によっては利用できないこともあるので、事前に確認する必要がある。